# 埃里希五世 (薩克森-勞恩堡)
埃里希五世（德語：Erich V.，？1436年—），薩克森-勞恩堡公爵（1401年－1436年在位）。埃里希四世與妻子不倫瑞克-呂訥堡公爵馬格努斯二世的女兒索菲的長子。

## 生平
1401年薩克森-貝爾格多夫-默爾恩的埃里希三世逝世後，埃里希五世的父親埃里希四世繼承埃里希三世的分支公國－薩克森-貝格多夫-默爾恩公國。隨後，埃里希四世與埃里克五世和他的弟弟約翰四世在重新統一的公國共同統治。然而，埃里希三世的薩克森-貝格多夫-默爾恩公國大部分已經被抵押出去，例如默爾恩莊園（根據回購協議於1359年出售給呂貝克）和貝格多夫莊園、維爾蘭德、薩克森瓦爾德和蓋斯特哈赫特的一半，所有這些領地都是埃里希三世於1370年典當給呂貝克。
埃里希三世授權呂貝克在他死後佔有這些領地，直到他的繼承人償還貸款並贖回這些地區，同時行使他們回購默爾恩莊園的權利，總共需要26,000呂貝克馬克。1401年，埃里希四世在他的兒子埃里希五世和約翰四世的支持下，在呂貝克佔領之前強行佔領典當了的地區，沒有任何回報。呂貝克默許此佔領。1411年，埃里希五世和他的弟弟約翰四世以及他們的父親埃里希四世將他們在福格特中的份額典當了貝德凱薩的轄區和貝德凱薩城堡給不來梅參議院，包括他們在管轄範圍內的份額 、貝德凱薩和城堡是從遭受瘟疫襲擊的貝德凱薩騎士那裡獲得的，他們在1349/1350年之後已經衰落。
1420年，埃里希五世襲擊勃蘭登堡選帝侯腓特烈一世及呂貝克獲得了漢堡，成立支持勃蘭登堡的戰爭聯盟。兩個城市的軍隊開闢第二條戰線，並在幾週內征服貝格多夫、裡彭堡城堡和埃斯林根河收費站（今天的佐倫斯皮克渡輪）。這迫使埃里希五世於1420年8月23日同意《佩勒貝格和約》，其中規定埃里希五世、埃里希四世和約翰四世在1401年暴力佔領的所有典當領地將不可撤銷地割讓給漢堡和呂貝克。
1422年，阿斯坎尼家族在薩克森選帝侯（薩克森-維滕堡公國）滅亡，薩克森-勞恩堡在1296年與薩克森公國分治，埃里希五世的目標是重新統一薩克森。尤其是他在薩克森選舉特權之後，自1285年約翰一世去世以來，薩克森-勞恩堡和薩克森-維滕堡之間一直存在爭議。然而，神聖羅馬皇帝查理四世於1356年專門接受薩克森-維滕堡為選侯，而薩克森-勞恩堡沒有放棄此索求。
然而，神聖羅馬皇帝西吉斯蒙德已經將薩克森選侯資格授予邁森藩侯好戰的腓特烈四世的期望，以回報他的軍事支持。1425年8月1日，儘管阿斯坎尼家族的埃里希五世提出抗議，西吉斯蒙德還是分封薩克森的韋廷家族選帝侯腓特烈一世。
埃里希五世的三弟伯恩哈德二世在埃里希五世的地位上被削弱後，他敦促公爵共治。1426年，埃里希五世最終同意並任命伯恩哈德二世為共治公爵，後者也順利繼位。

## 婚姻和子嗣
1404年，埃里希五世與荷爾斯泰因-倫茨堡伯爵尼古拉斯的女兒和梅克倫堡公爵阿爾貝四世的遺孀荷爾斯泰因-倫茨堡的伊麗莎白 (1384年-1416年) 結婚，埃里希五世和伊麗莎白二人並沒有孩子。
1422年之前，埃里希五世再與魏恩斯貝格康拉德九世的女兒魏恩斯貝格的伊麗莎白（1397年至1498年之後）結婚。 他們的兒子亨利於1437年英年早逝。因此，埃里希五世由他的弟弟伯恩哈德二世繼承爵位。
* 亨利 (?–1437)

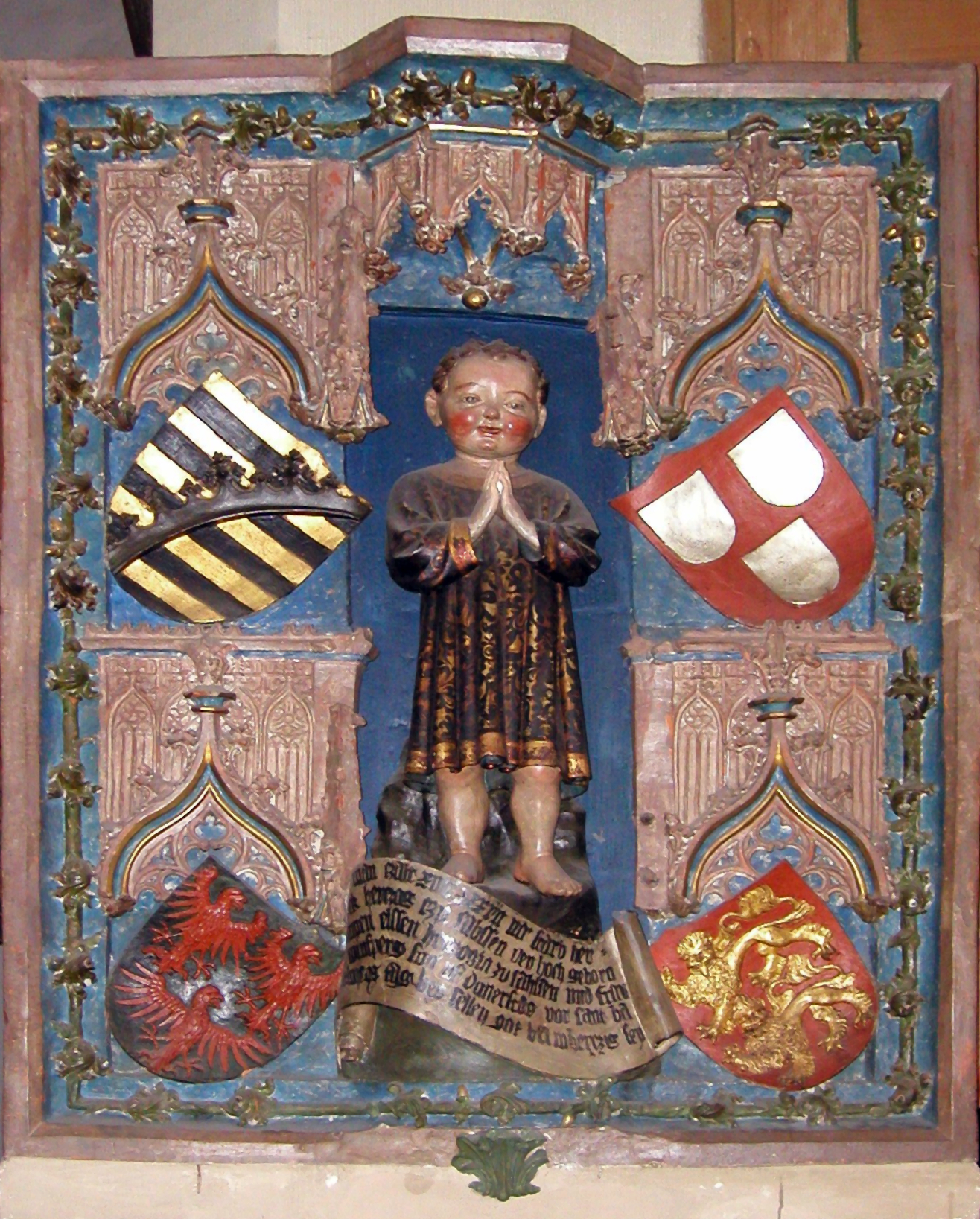
魏克斯海姆聖喬治教堂的薩克森、安格利亞和威斯特伐利亞的亨利的墓誌銘。

亨利在與他的外祖父母住在一起時去世，並被埋葬在今天魏克斯海姆的路德會聖喬治鎮教堂，這幅墓誌銘是為了紀念這個男孩。